# 海绵 (材料)

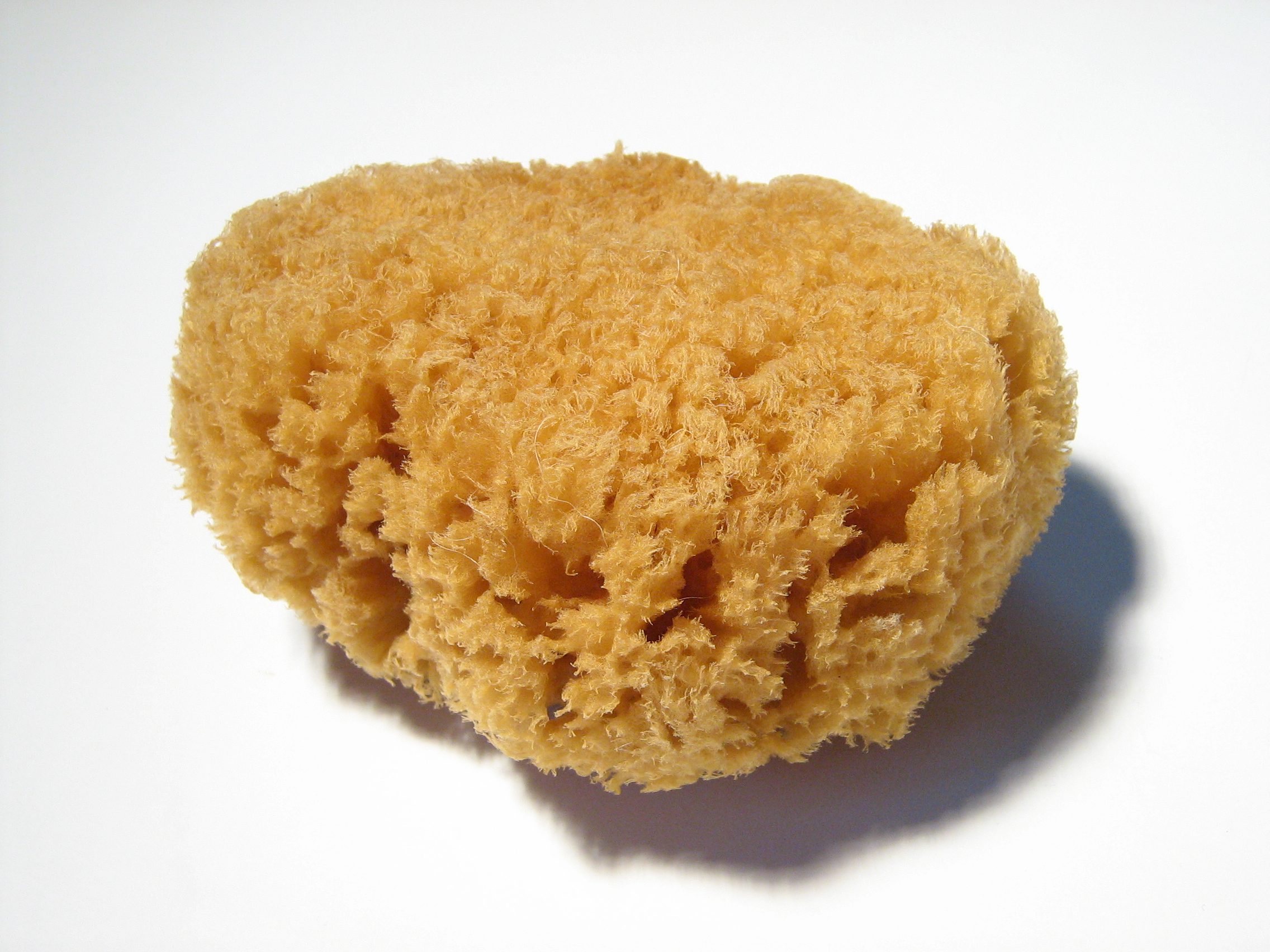
天然海绵

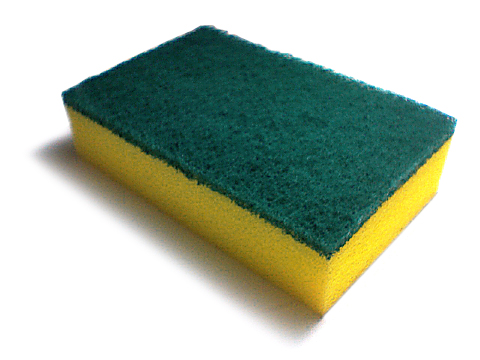
海绵百洁布

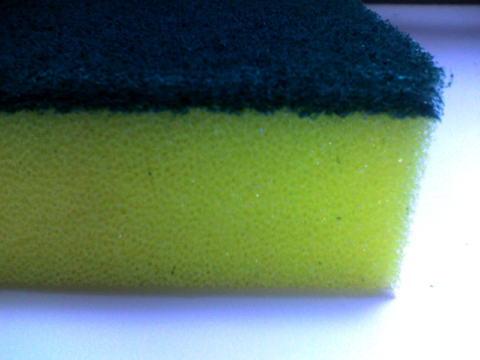
近景特写

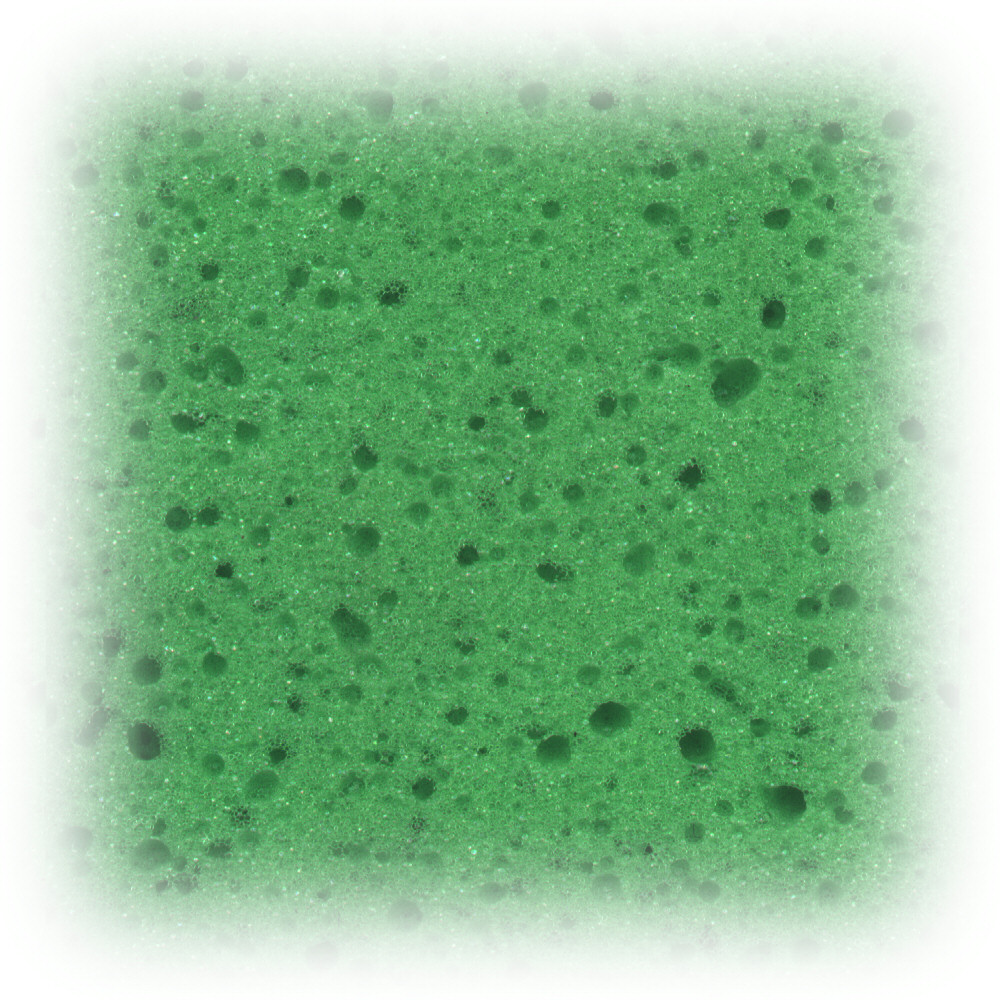
局部

海绵（sponge）是一种多孔材料，最初源自海绵科動物。海绵具有良好的吸水性，能够用于清洁物品。
目前，人们常用的海绵由木纤维素纤维（木浆海绵）或发泡塑料聚合物（塑料海绵）制成，也有由海绵动物制成的（天然海绵）。目前，大多数天然海绵用于清洁或绘画。
另外，还有三类其他材料制成的合成海绵，分别为低密度聚醚（不吸水海绵）、聚乙烯醇（高吸水材料，无明显气孔）和聚酯。